# Benedenipora delicatula
Benedenipora delicatula är en mossdjursart som beskrevs av Jean-Loup d'Hondt och Geraci 1975. Benedenipora delicatula ingår i släktet Benedenipora och familjen Benedeniporidae. Inga underarter finns listade i Catalogue of Life.